# シュザンヌ・セゼール
シュザンヌ・セゼール（仏: Suzanne Césaire、旧姓：ルーシ Roussi 1915年8月11日マルティニーク - 1966年5月16日イヴリーヌ県）は、マルティニーク出身の作家である。エメ・セゼールの妻でもあった。

## 経歴
マルティニークのコミューントロワ＝ジレのポトリーに生まれる。父ブノワ・ルーシは製糖工場で働き、母フロール・ルーシは小学校教師であった。1936年、パリの高等師範学校に進学し、同じくマルティニーク出身で同校で先に学ぶエメ・セゼールと知り合う。二人は1937年7月10日結婚し、のちに6人の子をなすことになる。1938年に学業が終わり、彼女はマルティニークに戻り、フォール＝ド＝フランスのヴィクトール＝シュルシェール高校に教師として赴任する。
1941年に、夫やルネ・メニルとともに雑誌『熱帯』の共同創設者となる。ヴィシー政権下のフランスからアメリカ合衆国への亡命途上の船がマルティニークに強制寄港させられた。その一行の中にいたアンドレ・ブルトンは彼らの雑誌を発見し、すぐさまその創設者と連絡を取り友情を結んだ（1941年4月から7月）。
1945年、セゼール夫妻はフランス本土のオー＝ド＝セーヌのプチ＝クラマールに居を構えたが、1949年再び一家はマルティニークに戻った。1955年、シュザンヌは「自由の夜明け」という戯曲を書き、本土に移住しセーヴルのエティエンヌ中学の文学教師の職に就いた。その後、同じコミューン（セーヴル）にある理系のリセに転勤した。夫エメとは1963年4月に別居し、その後1966年にシュザンヌは脳腫瘍で亡くなる。

## 作品

### 雑誌『熱帯』で掲載された記事
- レオ・フロベニウスと文明問題（1941年4月）
- アランと美学（1941年4月）
- 詩人アンドレ・ブルトン（1941年7月）
- ある詩の貧困（1942年10月）
- ある文明の不快感（1942年4月）
- 1943年、シュルレアリスムと私たち（1943年10月）
- 大カムフラージュ（1945年）
- 自由の夜明け（1955年、ラフカディオ・ハーン（小泉八雲）の「ユーマ」の自由な解釈に基づく戯曲）

### 書籍
- Suzanne Césaire : le grand camouflage. Écrits de dissidence (1941-1945), Daniel Maximin. Le Seuil, Paris, 2009